# Îlot M'Ba
L’îlot M'Ba est un îlot de Nouvelle-Calédonie appartenant administrativement à Païta.

## Géographie
Appelé aussi Grande Ile, il s'étend sur un peu plus d'un kilomètre de longueur et se situe à environ 3 km à l'ouest de l'îlot M'Bo.